# Путилова Гора
 Путилова Гора — деревня в Комсомольском районе Ивановской области. Входит в состав Писцовского сельского поселения.

## География
Находится в западной части Ивановской области на расстоянии приблизительно 20 км на северо-восток по прямой от районного центра города Комсомольска.

## История
Деревня появлялась на карте еще 1840 года. В 1872 году здесь (деревня Нерехтского уезда Костромской губернии) было учтено 50 дворов, в 1907 году — 45.

## Население
Постоянное население составляло 290 человек (1872 год), 203 (1897), 252 (1907), 47 в 2002 году (русские 91 %), 53 в 2010.